# Darnell Harris (cestista 1986)
Darnell Harris (Baltimora, 21 settembre 1986) è un ex cestista statunitense.